# Eddi Reader

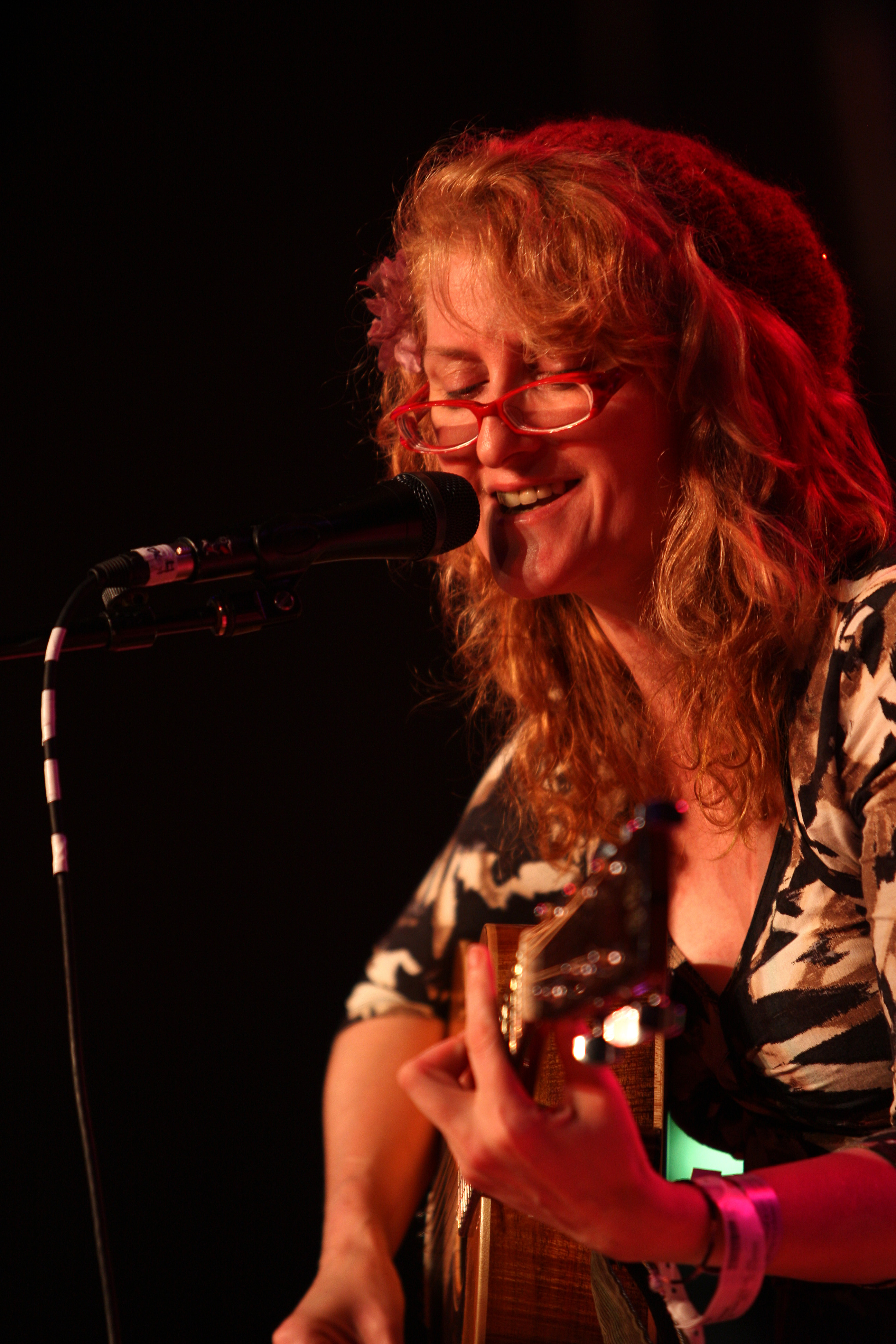
Eddi Reader, 2008

Eddi Reader (* 29. August 1959 in Glasgow als Sadenia Reader) ist eine schottische Sängerin, bekannt für ihre Arbeit bei Fairground Attraction und ihre Solokarriere.

## Leben und Wirken
Reader wurde in Glasgow geboren als Tochter eines Schweißers und ältestes von sieben Kindern. Sie begann im Alter von zehn Gitarre zu spielen. Zu Beginn ihrer Karriere sang sie im Background bei der Gang of Four. 1983 zog sie nach London und arbeitete für die Eurythmics, The Waterboys und Alison Moyet. 1984 traf sie Mark Nevin und kurz darauf wurde Fairground Attraction gegründet. Trotz beachtlicher Erfolge löste sich die Band 1989 wieder auf. 
Nach einer Babypause veröffentlichte Eddi Reader 1992 ihr erstes Soloalbum. Für ihr zweites Album, mit dem sie in den britischen Albumcharts bis auf Platz 4 kam, erhielt sie 1995 bei den Brit Awards die Ehrung als beste britische Sängerin. 2003 nahm sie ein Album mit Texten des schottischen Dichters Robert Burns auf.
2006 wurde Eddi Reader der Titel MBE verliehen.
Anfang 2010 tauchte Eddi Reader auf dem irischsprachigen Album Ceol '10 Súil Siar auf, wo sie die irische Version von ihrem Lied Perfect sang, welches auf dem irischen Album Foirfe heißt.

## Diskografie

### Studioalben
| Jahr | Titel                           | Höchstplatzierung, Gesamtwochen, AuszeichnungChartsChartplatzierungen (Jahr, Titel, Platzierungen, Wochen, Auszeichnungen, Anmerkungen) | Anmerkungen                              |
| Jahr | Titel                           | UK | Anmerkungen                              |
| ---- | ------------------------------- | --- | ---------------------------------------- |
| 1992 | Mirmama                         | UK34 (2 Wo.)UK | Erstveröffentlichung: 12. Oktober 1992   |
| 1994 | Eddi Reader                     | UK4 Gold · (13 Wo.)UK | Erstveröffentlichung: 20. Juni 1994      |
| 1996 | Candyfloss and Medicine         | UK24 (5 Wo.)UK | Erstveröffentlichung: 8. Juli 1996       |
| 1998 | Angels & Electricity            | UK49 (2 Wo.)UK | Erstveröffentlichung: 11. Mai 1998       |
| 2001 | Simple Soul                     | UK92 (1 Wo.)UK | Erstveröffentlichung: 9. Januar 2001     |
| 2001 | Driftwood                       | — | Erstveröffentlichung: 8. Oktober 2001    |
| 2003 | Sings the Songs of Robert Burns | UK86 Silber · (2 Wo.)UK | Erstveröffentlichung: 12. Mai 2003       |
| 2004 | Vagabond                        | UK93 (1 Wo.)UK | Erstveröffentlichung: 2004               |
| 2007 | Peacetime                       | UK93 (1 Wo.)UK | Erstveröffentlichung: 29. Januar 2007    |
| 2009 | Love Is the Way                 | — | Erstveröffentlichung: 13. April 2009     |
| 2018 | Cavalier                        | — | Erstveröffentlichung: 28. September 2018 |
| 2022 | Light Is in the Horizon         | — | Erstveröffentlichung: 1. April 2022      |

### Livealben
- 2001: Eddi Reader Live
- 2003: Eddi Reader Live: Edinburgh
- 2003: Eddi Reader Live: Newcastle
- 2003: Eddi Reader Live: Leeds
- 2003: Eddi Reader Live: London
- 2006: St. Clare’s Night Out: Eddi Reader Live at the Basement
- 2008: Port Fairy Folk Festival
- 2010: Live in Japan

### Singles
| Jahr | Titel Album                                           | Höchstplatzierung, Gesamtwochen, AuszeichnungChartsChartplatzierungen (Jahr, Titel, Album, Platzierungen, Wochen, Auszeichnungen, Anmerkungen) | Anmerkungen                                                        |
| Jahr | Titel Album                                           | UK | Anmerkungen                                                        |
| ---- | ----------------------------------------------------- | --- | ------------------------------------------------------------------ |
| 1994 | Patience of Angels Eddi Reader                        | UK33 (7 Wo.)UK | Erstveröffentlichung: 20. Juni 1994                                |
| 1994 | Joke (I’m Laughing) Eddi Reader                       | UK42 (3 Wo.)UK | Erstveröffentlichung: 1. August 1994                               |
| 1994 | Dear John Eddi Reader                                 | UK48 (2 Wo.)UK | Erstveröffentlichung: 24. Oktober 1994                             |
| 1995 | Nobody Lives Without Love Batman Forever (Soundtrack) | UK84 (1 Wo.)UK | Erstveröffentlichung: September 1995                               |
| 1996 | Town Without Pity Candyfloss And Medicine             | UK26 (3 Wo.)UK | Erstveröffentlichung: 1996                                         |
| 1996 | Medicine Candyfloss And Medicine                      | UK100 (1 Wo.)UK | Erstveröffentlichung: 1996                                         |
| 1999 | Fragile Thing Driving to Damascus                     | UK69 (1 Wo.)UK | Erstveröffentlichung: 9. August 1999 Big Country feat. Eddi Reader |

Weitere Singles
- 1991: All or Nothing
- 1992: What You Do with What You've Got
- 1999: Waiting Game (Jools Holland feat. Eddi Reader)
- 2001: The Girl Who Fell in Love with the Moon
- 2001: Prodigal Daughter / Simple Soul
- 2002: Holiday
- 2002: May You Never (David Knopfler feat. Eddi Reader)
- 2007: Muddy Wate
- 2009: Roses
- 2009: Dragonflies
- 2013: Baby's Boat
- 2014: Back the Dogs (Dancing Down Rock)
- 2018: Starlight